# Li Jing
Li Jing is een volksverhaal uit China.

## Het verhaal
Tijdens de Tang-dynastie was Li Jing de hertog van Wei en ging vaak jagen in het Huo-gebergte. Op een dag jaagde hij op een groep herten en zocht onderdak voor de nacht. Hij verdwaalde en zag het schijnsel van een lamp. Er komt een man naar buiten bij de grote woonstee met rode poort en hoge muren. Li Jing vraagt onderdak, maar hoort dat de jonkheren afwezig zijn en alleen de weduwe is thuis. Het zou ongepast zijn een man binnen te laten, maar de man vraagt de boodschap over te brengen. Het is een bewolkte nacht en de man wordt binnengelaten. Het dienstmeisje kondigt de mevrouw aan en ze draagt een zwarte rok en wit jak. Ze is over de vijftig en maakt een waardige indruk. Jing begroet haar en ze vertelt dat hij niet bang moet worden van hels kabaal.
Ze nuttigen een maal en de gerechten bestaan voornamelijk uit vis. Twee dienstmeisjes brengen een bank, mat, matras en kussens en ze sluiten de deur van buiten toe. Jing hoort een hels kabaal om middernacht en de poort wordt geopend. Hij hoort een bevel des Hemels, de oudste zoon moet het laten regenen binnen zevenhonderd li rondom een berg. Tijdens de vijfde wake moet er voldoende regen gevallen zijn, niet te laat en niet te heftig. De man brengt het bevel over aan zijn meesteres en deze schrikt, haar zoons zijn nog niet thuis. Ze kunnen ook geen knecht of slaaf vragen en dan vertelt een dienstmeisje dat de gast geen normale man is.
Ze gaan naar de kamer van de man en vertellen dat hij in een drakenpaleis is beland. De oudste zoon is naar een huwelijk in de Oostelijke Oceaan en de jongste begeleidt zijn jongere zuster. De afstand tussen beide plaatsen is meer dan tienduizend li en het is te laat om hen te waarschuwen. Ze vragen Jing of hij de opdracht wil volbrengen en de mevrouw laat een zwart-bont paard zadelen. Ook wordt de regenpot gehaald, het is een klein flesje en Jing bindt het aan zijn zadel. Het paard krijgt de vrije teugels en als het op de grond krabt en hinnikt, moet Jing één druppel uit het flesje druppelen. Het mag niet meer dan dat zijn.
Jing gaat op weg en vliegt boven de wolken, overal waar het paard trappelt, laat hij een druppel vallen. De bliksemflitsen drijven de wolken uiteen en hij ziet een dorp. Hij heeft het dorp al vaak overlast bezorgd en wil zijn dankbaarheid laten blijken. Er heerst droogte en het graan verdort en Jing laat twintig druppels vallen. Hij keert met het paard terug naar het drakenpaleis en mevrouw huilt in de gang. Ze vraagt waarom hij het dorp heeft verzwolgen in een vloed van meer dan twee zhang hoog. Elke druppel staat voor één voet regen op aarde en er leeft geen mens meer. Mevrouw heeft al tachtig stokslagen ontvangen en ook haar zoons zijn veroordeeld.
Jing hoort dat mensen geen weet hebben van de wet van transformaties van wolken en regen en mevrouw neemt het hem niet kwalijk. Ze is bang dat de drakenmeester Jing schrik en vrees zal inboezemen en hij moet de plaats zo snel mogelijk verlaten. Hij mag nog een beloning kiezen, één of twee slaven. Eén slaaf komt uit het oosten en de ander uit het westelijke gaanderij, de eerste is innemend en de ander woest en nors. Jing leeft van de strijd met wilde dieren en kan niet de zachtaardige kiezen. Hij kan niet beide slaven aannemen en hij kiest de kwade. Mevrouw maakt een lichte buiging en de slaaf gaat met Jing mee, na enkele passen blijkt het paleis verdwenen te zijn.
Op de terugweg ziet hij een water zo ver zijn blik reikt, geen mens is nog in leven. Jing slaat als opperbevelhebber opstanden van rebellen neer, maar hij wordt nooit kanselier. Dit moet te wijten zijn aan de verkeerde keuze tussen de slaven. Het spreekwoord luidt: Het land ten oosten van de Pas levert de kanselier, het land ten westen van de Pas de generalissimo. Slaven zijn ook symbolen voor ministers, als hij beide had gekozen was hij generalissimo en kanselier geworden.

## Achtergronden

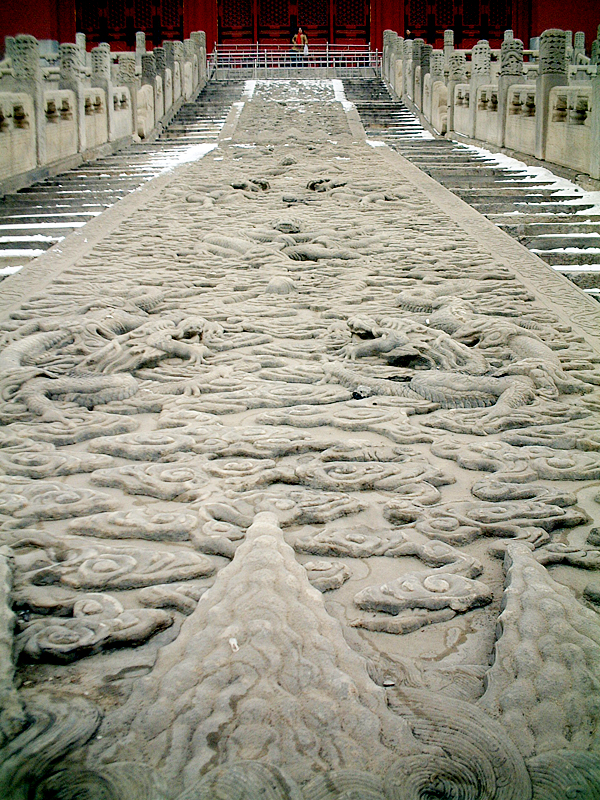
Drakenpad in de Verboden Stad

- Fabeldieren zoals draken zijn in Chinese volksverhalen vaak goedaardig, maar dit betekent niet dat ze geen gevaarlijke, mensverslindende monsters kunnen zijn. Een Chinese draak is de god van het water en iedere poel of put heeft zijn eigen draak. De opperste drakenkoning heeft zijn paleis op de bodem van de Oostelijke Oceaan en ze beschikken over magische vermogens. Draken kunnen zich in de gedaante van mens, vis of slang vertonen en ze roven soms jonge meisjes. Net als andere fabeldieren kunnen ze eerder bedwongen worden door een list dan door geweld. Zie ook Li Ji, Het verhaal van Liu Yi, Zhou Han, Het verhaal van het Keizerskanaal en De geschiedenis van de witte gibbon.
- Het verhaal komt uit Xu Xuanguai lu uit de eerste helft van de negende eeuw.
- Li Jing was de belangrijkste generaal in de stichting van de Tang-dynastie en maakte grote indruk op de volksverbeelding.
- De li is ruim zeshonderd meter.
- De Pas is de Hangu-pas tussen de Noordchinese laagvlakte en de Wei-vallei in de huidige provincie Shaanxi.
- Het paard vliegt door de wolken en krabt op de grond met zijn poot. Dit heeft overeenkomsten met Pegasus (Zeus) en Sleipnir (Odin). Ook zij worden in verband gebracht met het weer en in het bijzonder bliksem. Zie ook gevleugeld paard.
- Wereldwijd komen veel verhalen voor met paleizen die spoorloos verdwijen, zoals het paleis van de Koning Visser in de Parcival-verhalen.
- Vergelijk De tuin van het paradijs.